# 托爾瑙州
托爾瑙州（匈牙利語：Tolna）是匈牙利南部的一個州。面積3,703平方公里，人口225,936（2015年）。首府塞克薩德。

## 行政区划

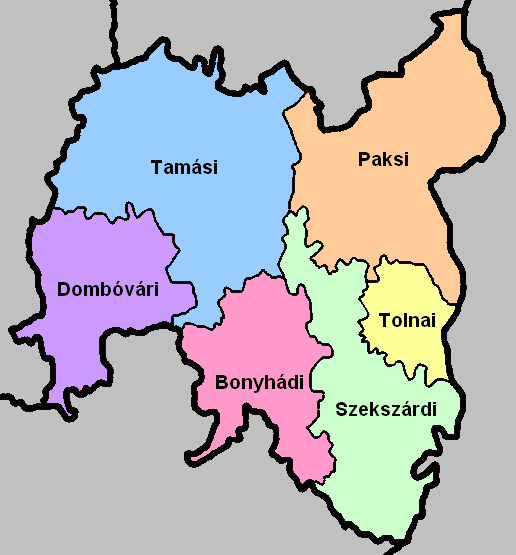
托爾瑙州的区份

### 区份
- 博尼哈德区
- 栋博堡区
- 保克什区
- 塞克萨德区
- 陶马希区
- 托爾瑙區

### 市镇
下設1个州级市、10个城鎮、5个大村和93个村庄。
1. ↑  nepesseg.com, population data of Hungarian settlements
2. ↑  Regions and Cities > Regional Statistics > Regional Economy > Regional GDP per Capita, OECD.Stats. Accessed on 16 November 2018.